# 歌廳 (電影)
《歌廳》（英語：Cabaret）是1972年美國的一部音樂電影，由鲍勃·福斯執導，麗莎·明尼利及米高·約克主演。電影改編自1966年的同名音乐劇，而音樂劇則改編自克里斯多福·伊舍伍的1939年小說《The Berlin Stories》及其小說改編的1951年舞台劇《I Am a Camera》。本片以1931年的魏瑪共和國為背景，描述一名美國女子在柏林歌廳表演時的遭遇，同時側寫德國怎樣漸漸被納粹黨侵佔。
電影取得了很好的評價，更入圍當屆奧斯卡10個獎項，並獲得8項，且選入了AFI百年百大電影。

## 演員表
- 麗莎·明尼利 飾 Sally Bowles（英语：Sally Bowles）
- 麥可·約克 飾 Brian Roberts
- 乔尔·格雷 飾 司儀
- Helmut Griem（英语：Helmut Griem） 飾 Maximilian von Heune
- Fritz Wepper（英语：Fritz Wepper） 飾 Fritz Wendel
- 馬里莎·貝倫森（英语：Marisa Berenson） 飾 Natalia Landauer
- Helen Vita（英语：Helen Vita） 飾 Fräulein Kost
- Elisabeth Neumann-Viertel（英语：Elisabeth Neumann-Viertel） 飾 Fräulein Schneider
- Sigrid von Richthofen 飾 Fräulein Mayr
- Ralf Wolter（英语：Ralf Wolter） 飾 Herr Ludwig
- Oliver Collignon 飾 納粹青年（馬克·藍伯特（英语：Mark Lambert (American actor)） ，歌唱聲音）[2]

## 剧情
- 1931年，英国学者Brian Roberts来到柏林学习德语。他住在一个廉价的寄宿屋里，那里他遇到了美国歌厅歌手Sally Bowles。Sally是一个放荡不羁的女孩，喜欢在基特卡特俱乐部里表演和狂欢。她对Brian有好感，但是怀疑他是同性恋。Brian告诉她他以前和女人的尝试都失败了，但是后来他们成为了朋友，然后又成为了恋人。Sally认为Brian之前的失败不是因为他的性取向，而是因为他遇到了错误的女人。
- Sally和她的情人兼老板Maximilian von Heune分手了，于是搬到了Brian的房间里。Max是一个富有而放荡的贵族，他对Sally和Brian都表示了兴趣。他邀请他们去他的乡村别墅度假，并且分别和他们发生了关系。Sally和Brian都被Max的魅力和财富所吸引，但是他们也意识到Max只是在玩弄他们。
- Sally发现自己怀孕了，但是不确定孩子是谁的。Brian提出带她回英国，和他一起生活。起初Sally觉得这个主意很吸引人，但是后来Brian似乎变得冷淡和不感兴趣，她开始重新考虑一切，无法想象自己成为一个无所事事的教授妻子。她还意识到自己不准备当母亲，于是偷偷地去打掉了孩子。她和Brian达成了一个谅解，他回到了英国，而她留在了柏林。她继续在歌厅里投入自己的生活，但是在电影的最后一幕中，我们看到歌厅的前排坐满了穿着纳粹制服的男人。
- 在Sally和Brian的生活中，还有另外两个人物，一个是假装自己是基督徒的德国犹太人Fritz Wendel，一个是富有的犹太女继承人Natalia Landauer。Fritz的目标是成为一个牛郎，避免工作。当他遇到Natalia时，他被她的财富所吸引。后来他真正地爱上了她，但是Natalia对他的动机感到怀疑。在Sally给了Fritz一些必要的建议后，他说服了Natalia相信他，并且得到了她的回应。但是为了得到她父母对他们婚姻的同意，Fritz必须承认自己其实是犹太人。[3][4]

## 獎項
第45屆奧斯卡金像獎：
- 最佳导演奖（鲍勃·福斯）
- 最佳女主角奖（麗莎·明尼利）
- 最佳男配角奖（乔尔·格雷）
- 最佳攝影獎（傑弗里·昂斯沃思（英语：Geoffrey Unsworth））
- 最佳影片剪辑奖（David Bretherton）
- 最佳原创或改编音乐奖（雷夫·伯恩斯（英语：Ralph Burns））
- 最佳艺术指导奖（Rolf Zehetbauer，Hans Jürgen Kiebach，Herbert Strabel）
- 最佳混音獎（罗伯特·克努森，大卫·希尔德亚德）